# Прапор Нунавуту
Прапор Нунавуту (англ. Flag of Nunavut) — стяг, що поєднує в собі чотири кольори: жовтий, червоний, синій та білий. Прапор має пропорції 9:16. На прапорі розміщені червоний інуксук і синя зірка, яка символізує полярну зірку. Кольори на прапорі символізують багатство землі, моря і неба. Прапор був ухвалений 1 квітня 1999 року, одночасно з утворенням самої території Нунавут, з урахуванням думки місцевого населення.

## Символіка прапору
Прапор Нунавуту складається з золотого і білого полів, які розділені червоним вертикальним інуксуком і з синьою зіркою в верхній частині білого поля. Кольори синій і золотий символізують «багатство землі, моря і неба», в той час як червоний колір вказує на канадську приналежність. Інуксук, який ділить прапор, це традиційний кам'яний монумент інуїти, який використовувався для орієнтирів і в священних місцях. Синя зірка символізує полярну зірку, ключовий об'єкт, що виконує роль навігаційного маяка, і символічно представляє мудрість і керівництво місцевих старійшин.

## Історія
Процес створення прапора для Нунавуту розпочався до створення самої території в 1999 році. Це викликало значне пожвавлення, так як зі змінами в карті Канади створювалися і символи нової території. Можливість створити прапор та герб було надано старійшинам інуїтських громад Нунавуту на знак поваги до них. В процесі створення прагнули дати громадськості більшу можливість зробити внесок в кольори та символіку прапора, а також надати можливість місцевим художникам брати участь у його розробці. Утворилася група людей для створення прапора. Вона відвідала ряд громад, а саме: ескімоські села Ранкін-Інлет, Бейкер-Лейк, Кейп-Дорсет, Ікалуїт і Пангніртанг, з метою отримання інформації про місцеву культуру.
Вони отримали понад 800 пропозицій, які були розглянуті комітетом, що складався з художників та місцевих старійшин, які вибрали десять фіналістів. На останніх етапах розробки прапора взяв участь і місцевий ескімос, художник Ендрю Каппік (Andrew Qappik). Остаточний варіант прапору був ухвалений комісією, а також генерал-губернатором Канади та королевою Єлизаветою II. Офіційно прапор був представлений 1 квітня 1999 року, в день утворення нової території Нунавут.
Після ухвалення прапору завдали нещівної критики через вексіллологічні причини: занадто велику кількість кольорів, розміщення зірки, використання золотого і білого фонових полів і чорного контуру навколо інуксука.

## Примітка
1. 1 2  Orenski, Peter J. THE NUNAVUT FLAG – A Vexillographer’s Perspective. Архів оригіналу за 5 березня 2016. Процитовано 28 жовтня 2013.
2. ↑  Nunavut: Inuit regain control of their land and their lives. International Work Group for Indigenous Affairs. 2000. с. 96. ISBN 978-87-90730-34-5. Архів оригіналу за 1 січня 2014. Процитовано 26 жовтня 2014.